# Dương Nỗ
Dương Nỗ là một phường thuộc thành phố Huế, Việt Nam.

## Lịch sử
Làng cổ Dương Nỗ được ghi nhận trong sử liệu từ cuối thế kỷ 15, với vị trí bờ nam thuộc hạ lưu sông Kim Trà. Bấy giờ, Dương Nỗ thuộc huyện Tư Vinh, phủ Triệu Phong. Đầu thời nhà Nguyễn, xã Dương Nỗ thuộc tổng Dương Nỗ, huyện Phú Vinh (富榮, do huyện Tư Vinh đổi thành, nhưng thường đọc trại thành Phú Vang), phủ Thừa Thiên.
Năm 1956, chính quyền Việt Nam Cộng hòa tổ chức lại các đơn vị hành chính. Huyện Phú Vang thời Nguyễn được chia thành 2 quận hành chính là quận Phú Vang và quận Vinh Lộc. Địa bàn của xã Dương Nỗ xưa nằm chủ yếu trên các xã Phú Dương, Phú Mậu, Phú Thanh, đều thuộc quận Phú Vang, tỉnh Thừa Thiên.
Ngày 24 tháng 2 năm 1976, Chính phủ Cách mạng lâm thời Cộng hòa miền Nam Việt Nam ban hành Nghị định số 3/NQ/1976 về việc hợp nhất tỉnh Quảng Bình, Quảng Trị, Thừa Thiên và thành phố Huế thành một tỉnh, lấy tên là tỉnh Bình Trị Thiên. Huyện Phú Vang thuộc tỉnh Bình Trị Thiên. Ngày 11 tháng 3 năm 1977, huyện Phú Vang sáp nhập với huyện Hương Thủy thành huyện Hương Phú, riêng 2 xã Vinh Xuân và Vinh Thanh sáp nhập vào huyện Phú Lộc.
Ngày 11 tháng 9 năm 1981, các xã Phú Thượng, Phú Dương, Phú Mậu, Phú Thanh và Phú Tân, thuộc huyện Hương Phú được sáp nhập vào thành phố Huế.
Ngày 30 tháng 6 năm 1989, tỉnh Thừa Thiên Huế được tái lập từ tỉnh Bình Trị Thiên, huyện Hương Phú thuộc tỉnh Thừa Thiên Huế.. Đến ngày 29 tháng 9 năm 1990, Hội đồng Bộ trưởng ban hành Quyết định 345-HĐBT. Theo đó, tái lập huyện Phú Vang từ một phần diện tích và dân số của huyện Hương Phú và thành phố Huế. Các xã Phú Thượng, Phú Dương, Phú Mậu, Phú Thanh và Phú Tân được nhập trở lại vào huyện Phú Vang. Huyện lỵ được đặt tại xã Phú Dương.
Ngày 27 tháng 4 năm 2021, Ủy ban Thường vụ Quốc hội ban hành Nghị quyết số 1264/NQ-UBTVQH14 (nghị quyết có hiệu lực từ ngày 1 tháng 7 năm 2021). Theo đó, chuyển xã Phú Dương, xã Phú Mậu và xã Phú Thanh thuộc huyện Phú Vang về thành phố Huế quản lý.
Ngày 30 tháng 11 năm 2024, Quốc hội ban hành Nghị quyết số 175/2024/QH15 thành lập thành phố Huế mới trực thuộc trung ương trên cơ sở toàn bộ diện tích và dân số tỉnh Thừa Thiên Huế cũ. Cùng ngày, Ủy ban Thường vụ Quốc hội ban hành Nghị quyết số 1314/NQ-UBTVQH15 sắp xếp đơn vị hành chính cấp huyện, cấp xã của thành phố Huế. Theo đó, thành lập mới phường Dương Nỗ trên cơ sở toàn bộ diện tích tự nhiên và dân số của 3 xã Phú Dương, Phú Mậu và Phú Thanh. Ngoài ra, thành lập mới quận Thuận Hóa thuộc thành phố Huế. Phường Dương Nỗ trực thuộc quận Thuận Hóa.
Ngày 16 tháng 6 năm 2025, Ủy ban Thường vụ Quốc hội ban hành Nghị quyết số 1675/NQ-UBTVQH15 về việc sắp xếp đơn vị hành chính cấp xã của thành phố Huế năm 2025. Theo đó, phường Dương Nỗ trực thuộc thành phố Huế.

## Văn hóa
Dương Nỗ là vùng đất có bề dày văn hóa và lịch sử truyền thống: chùa Sùng Hóa (Thiên Mụ và Sùng Hoá, hai ngôi quốc tự ra đời sớm nhất tại Đàng Trong), lễ hội vật truyền thống làng Sình (lịch sử hơn 400 năm), làng hoa giấy Thanh Tiên, tranh làng Sình (là một trong ba dòng tranh nổi tiếng của Việt Nam bên cạnh tranh Hàng Trống- Hà Nội, Tranh Đông Hồ- Bắc Ninh)... 
Ngã Ba Sình, Mậu Tài, những địa danh nổi tiếng của Dương Nỗ đã đi vào thơ văn:
Thuyền từ Đông Ba, thuyền qua Đập đá
Thuyền về Vĩ Dạ đến ngã Ba Sình
Là đà sóng ngã trăng chênh,
Giọng hò xa vọng nhắn tình nước non.
Ru em, em théc cho mùi 
Để mẹ đi chợ mua vôi têm trầu 
Mua vôi chợ Quán, chợ Cầu 
Mua cau Nam Phổ, mua trầu chợ Dinh 
Chợ Dinh bán áo con trai 
Triều sơn bán nón, Mậu Tài bán kim.
Dù ai đi ngược về xuôi
Ngày mười hội vật nhớ quay về Sình

## Danh nhân
- Lê Quang Định
- Nguyễn Chí Diểu
- Hà Văn Lâu

## Di tích
Trên địa bàn Dương Nỗ có hai di tích nằm trong hệ thống di tích lưu niệm Chủ tịch Hồ Chí Minh tại Thừa Thiên Huế là nhà lưu niệm Bác Hồ và đình làng Dương Nỗ. Làng Dương Nỗ là nơi Nguyễn Sinh Cung (Chủ tịch Hồ Chí Minh) sinh sống và học tập từ năm 1898 đến năm 1900 cùng với cha là cụ Nguyễn Sinh Sắc và anh trai Nguyễn Sinh Khiêm.